# Canal Lemaire
El canal Lemaire (o Le Maire) es un estrecho que separa la isla Booth de la costa Graham en el oeste de la península Antártica, Antártida.

## Características

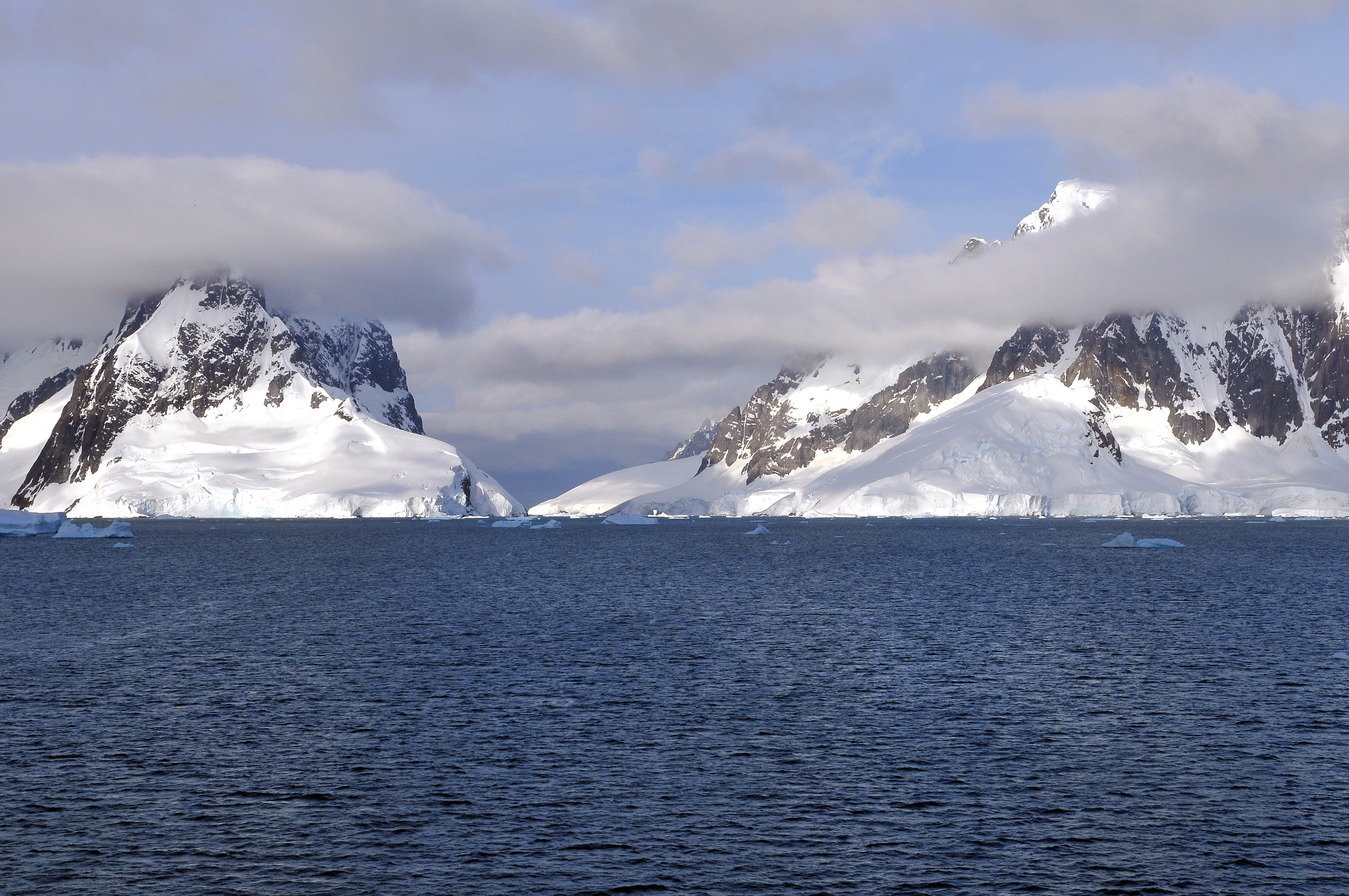
Boca sur.

Tiene 11 kilómetros de largo y 1,6 kilómetros de ancho máximo (y 0,7 de mínimo), extendiéndose en dirección noreste-sudoeste desde el islote Rothschild y el Falso Cabo Renard hasta la punta Roullin y el cabo Cloos. En su entrada norte se destacan los Picos Una. El canal alcanza una profundidad de 150 metros, y en todo su recorrido está rodeado por acantilados, glaciares y montañas que alcanzan los 1000 metros de altura.
Es un atractivo turístico, formando parte del recorrido de numerosos cruceros antárticos. Posee icebergs que en ocasiones dificultan la navegación, obligando a los barcos a modificar sus rutas.

## Historia y toponimia

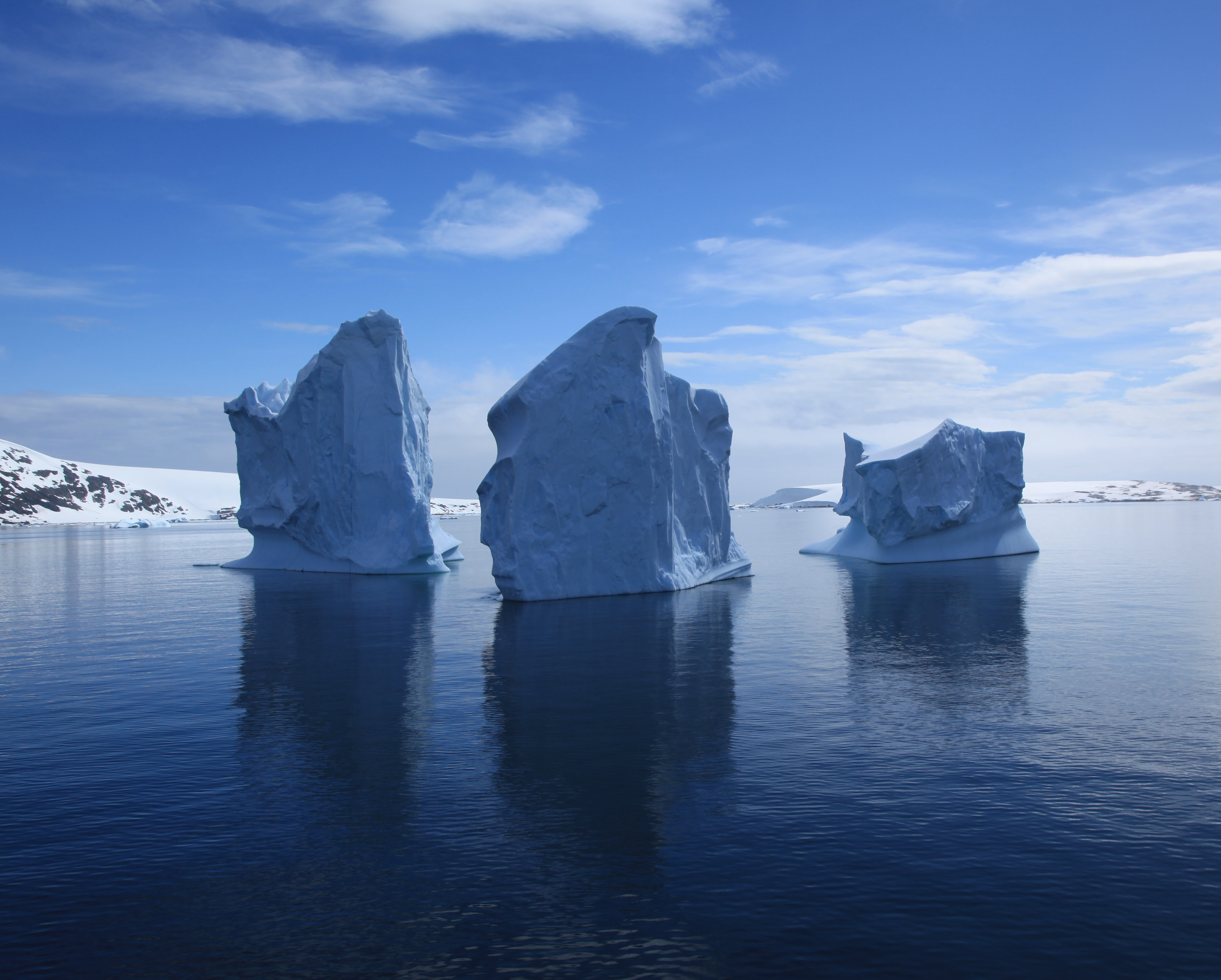
Icebergs en el Canal Lemaire, Antártida.

Fue descubierto por una expedición alemana al mando de Eduard Dallmann, en 1873-1874, a bordo del buque Grönland. En 1898 fue atravesado por la Expedición Antártica Belga al mando de Adrien de Gerlache de Gomery y nombrada por él en honor a Charles Lemaire, explorador belga del Congo quien ayudó a la expedición antártica.
En 1935 fue cartografiado por la Expedición Británica a la Tierra de Graham, entre 1956 y 1958 fue fotografiado desde el aire por el Falkland Islands and Dependencies Aerial Survey Expedition (FIDASE) y vuelto a cartografiar por el British Antarctic Survey.
La toponimia antártica de Argentina y Chile mantuvieron el nombre.

## Fauna
A menudo aparecen orcas (Orcinus orca), yubartas (Megaptera novaeangliae) y ballenas minke (Balaenoptera bonaerensis). También se pueden observar pingüinos adelaida (Pygoscelis adeliae), delfines cruzados (Lagenorhynchus cruciger), pingüinos macaroni (Eudyptes chrysolophus) y focas cangrejeras (Lobodon carcinophagus).

## Reclamaciones territoriales
Argentina incluye al canal en el departamento Antártida Argentina dentro de la provincia de Tierra del Fuego, Antártida e Islas del Atlántico Sur; para Chile forma parte de la comuna Antártica de la provincia Antártica Chilena dentro de la Región de Magallanes y de la Antártica Chilena; y para el Reino Unido integra el Territorio Antártico Británico. Las tres reclamaciones están sujetas a las disposiciones del Tratado Antártico.
Nomenclatura de los países reclamantes: 
- Argentina: canal Le Maire[9][10][11]
- Chile: canal Lemaire[12]
- Reino Unido: Lemaire Channel[7]

## Galería

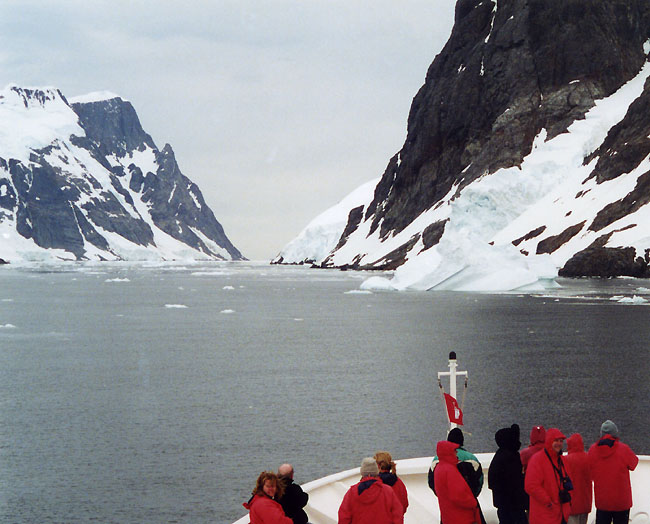
Entrada norte al canal, mirando hacia el sur desde el Hanseatic.
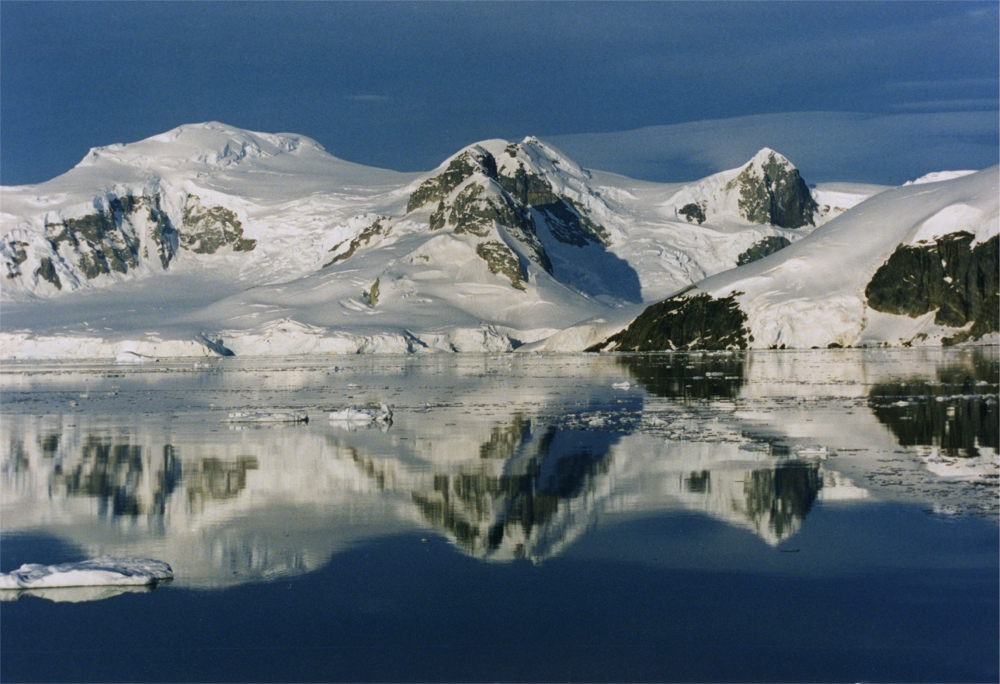
Costas en la entrada sur.
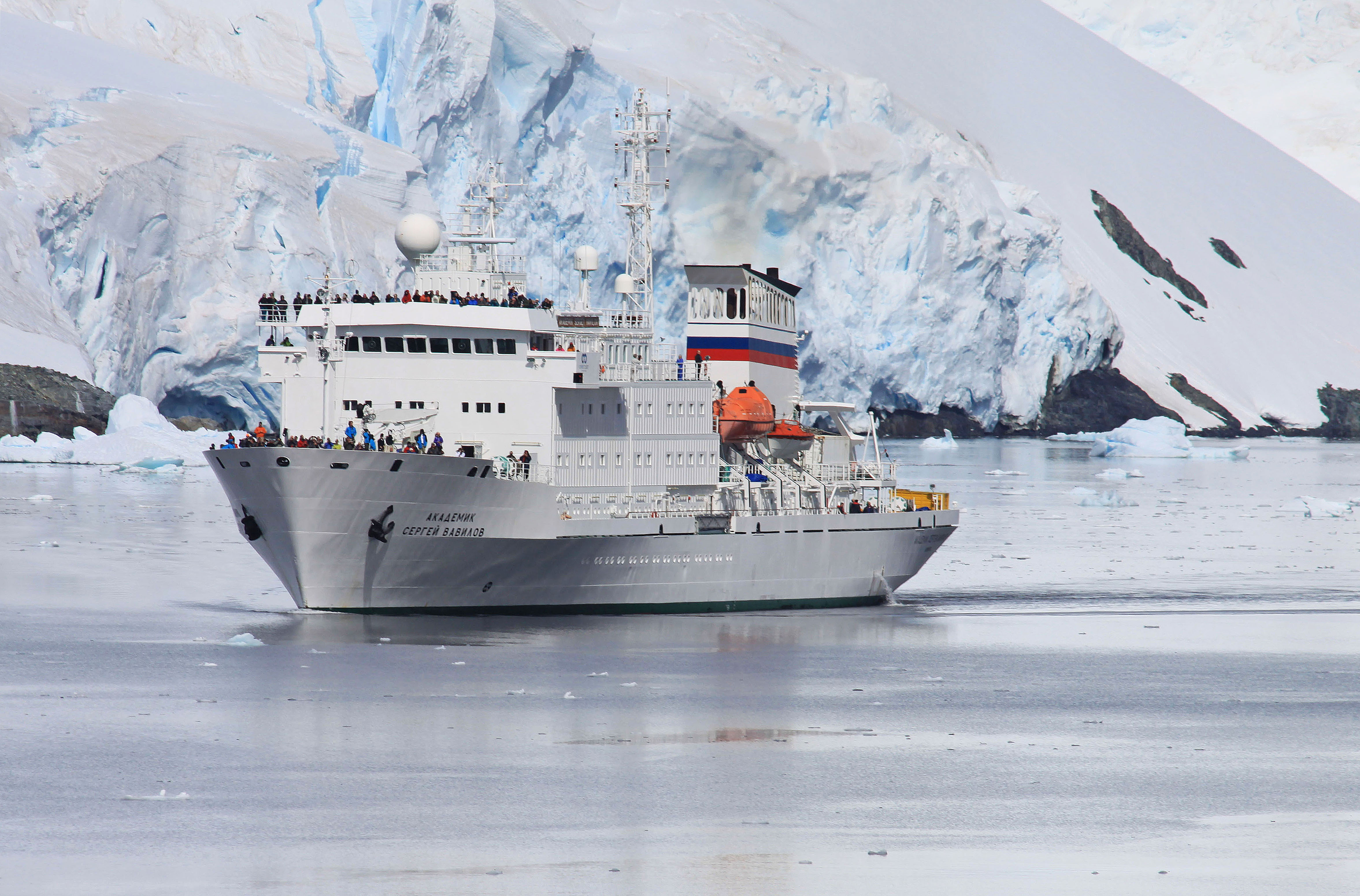
Buque oceanográfico ruso Akadémik Serguéi Vavílov en el canal.
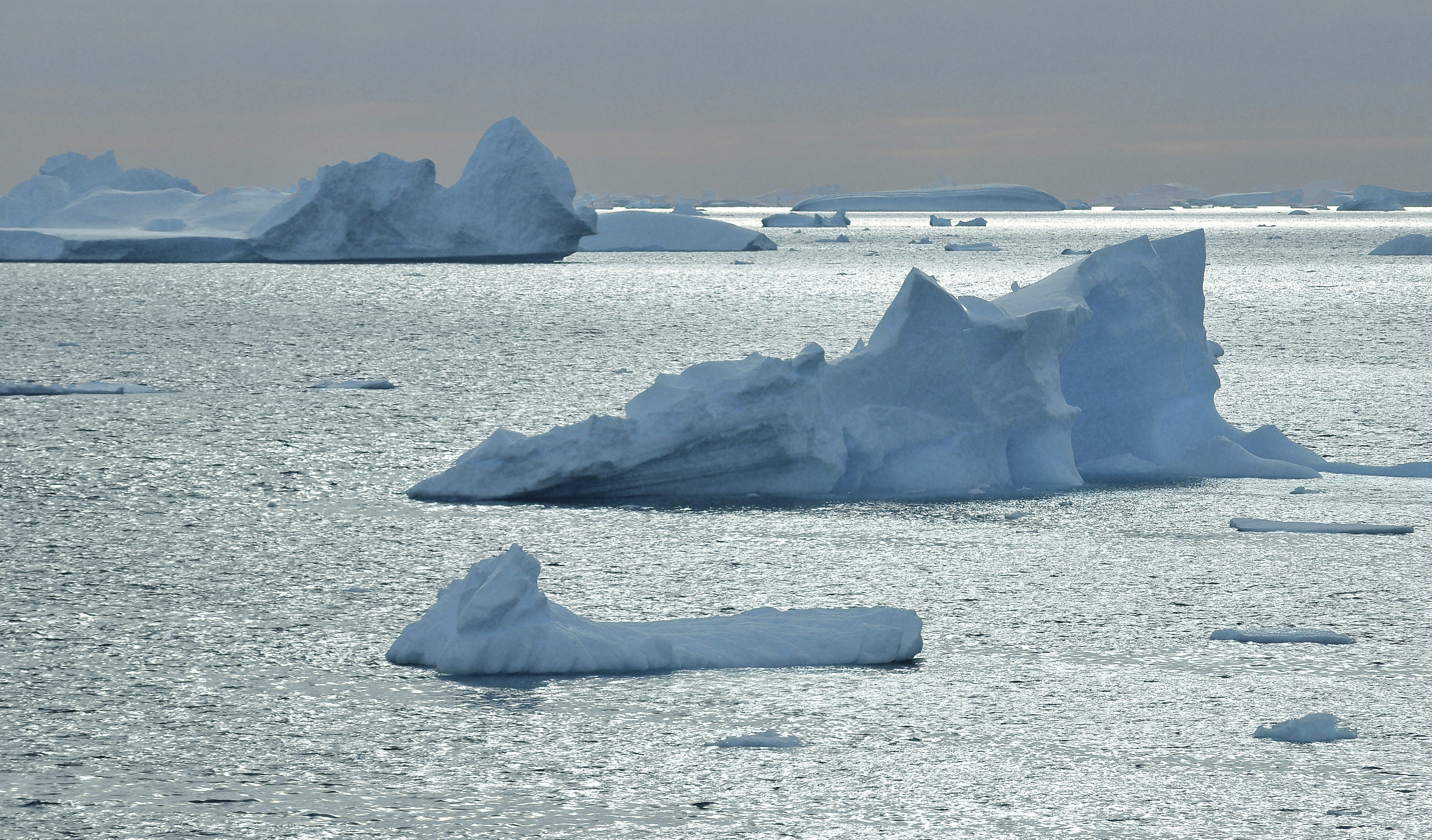
Icebergs en el canal.
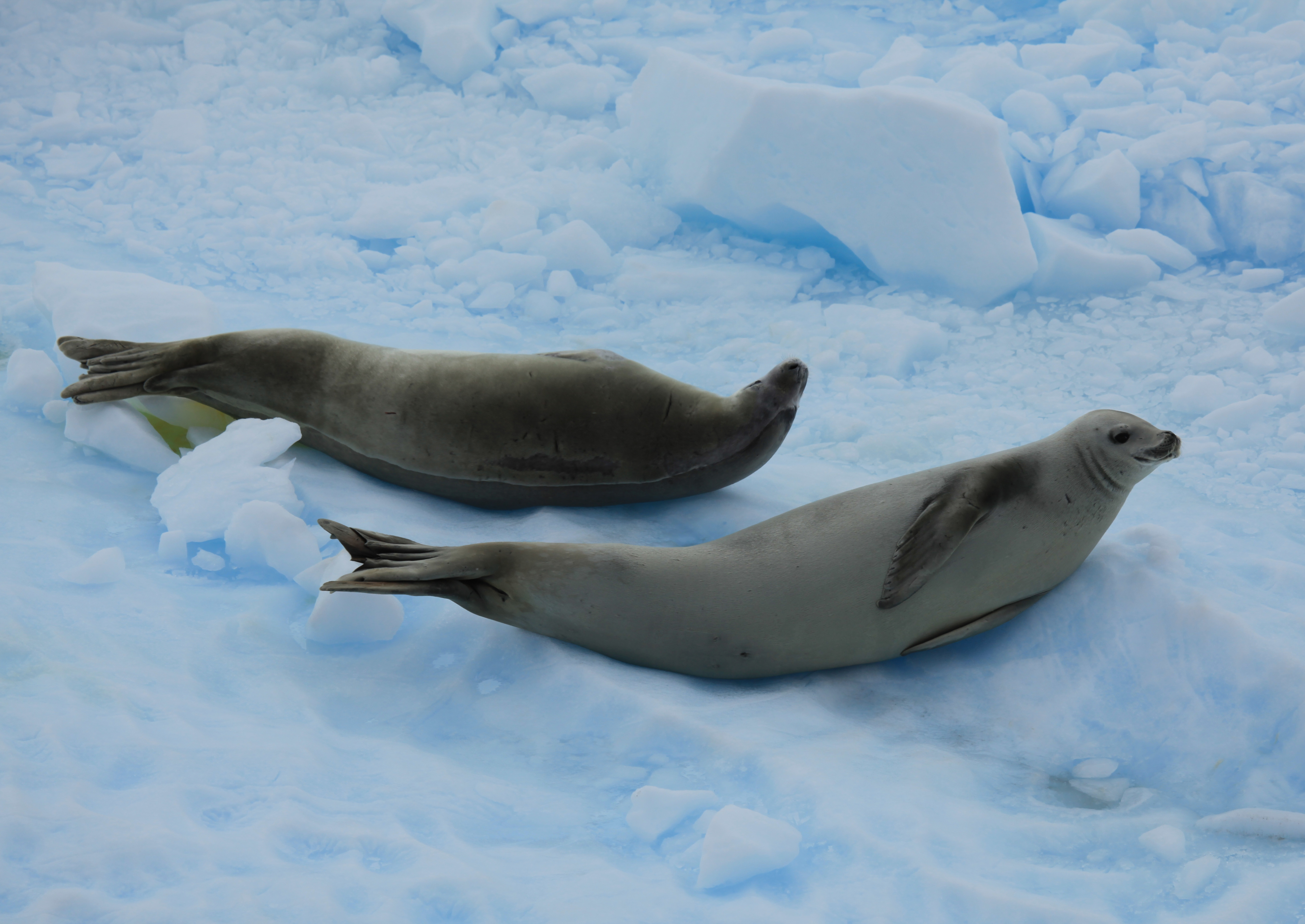
Focas cangrejeras (Lobodon carcinophagus) en el canal.